# Sería más fácil
«Sería más facil» es una canción grabada e interpretada por el cantante y compositor mexicano Carlos Rivera. La canción fue escrita y producida por él mismo. Fue lanzada oficialmente en enero del 2019 como el tercer sencillo perteniciente a su quinto álbum de estudio Guerra.

## Video musical
El video musical oficial fue lanzado a principios del mes de enero de 2019 en la plataforma digital YouTube, en su canal VEVO. El videoclip oficial ha recibido casi de 100 millones de vistas desde su publicación.

## Lista de canciones

### Descarga digital[5]
| Sería más fácil — Single |                   |          |  |
| N.º                      | Título            | Duración |  |
| 1.                       | «Sería más fácil» | 3:01     |  |